# Кристиан Вилхелм фон Бранденбург
Кристиан Вилхелм фон Бранденбург, Христиан, (на немски: Christian Wilhelm von Brandenburg; * 28 август 1587, Волмирщет; † 1 януари 1665, манастир Цина, Бранденбург) е маркграф на Бранденбург и от 1598 до 1631 г. архиепископ/администратор на Магдебург и администратор на Халберщат (1625 – 1628).

## Живот
Той е най-малкият син на курфюрст Йоахим Фридрих (1546 – 1608) и първата му съпруга Катарина фон Бранденбург-Кюстрин (1549 – 1602), дъщеря на маркграф Йохан от Бранденбург-Кюстрин (1513−1571).
Кристиан Вилхелм е избран през 1598 г. за архиепископ на Магдебург и понеже е женен взема титлата лутерански администратор. През 1624 г. става администратор и на Халберщат (1625 – 1628). Понеже няма императорското признание той не е признат в град Магдебург.
По време на тридесетгодишната война той е в съюз с Дания, поема през 1626 г. командването на нидерландската войска и се бие в битката на моста на Десау (на 25 април 1626), победен е от Валенщайн, изгонен и свален през 1631 г. от домкапител.
Кристиан Вилхелм бяга в чужбина, последно през 1629 г. в Швеция при Густав II Адолф, с когото през 1630 г. отново стъпва на немска земя. През 1631 г. при завладяването на Магдебург той е опасно ранен, закаран е в лагера на Папенхайм и през 1632 г. е накаран от йезуитите да влезе в католическата църква, което се появило от негово име в Speculum veritatis. След това той е освободен и чрез Пражкия мир (от 30 май 1635) през 1635 г. той получава от доходите на манастир Магдебург годишно сума от 12 000 талери, 1648 г. службите Лобург и Цина. През 1651 г. той купува господството Нови Храд в Бохемия.

## Фамилия
Първи брак: на 1 януари 1615 г. във Волфенбютел с принцеса Доротея фон Брауншвайг-Волфенбютел (1596 – 1643), дъщеря на херцог Хайнрих Юлий от Брауншвайг-Волфенбютел (1564 – 1613) и втората му съпруга Елизабет Датска (1573–1626), най-възрастната дъщеря на крал Фредерик II (1534 – 1588) от Дания. С нея има единственото дете:
- София Елизабет (1616 – 1650)

∞ 1638 херцог Фридрих Вилхелм II от Саксония-Алтенбург (1603 – 1669)
Втори брак: на 22 февруари 1650 г. в Прага с графиня Барбара Евсебия фон Мартиниц († 1656), дъщеря на граф Ярослав Борсита фон Мартиниц (1582 – 1649).
Трети брак: на 28 май 1657 г. в Прага с графиня Максимилиане фон Салм-Нойбург (1608 – 1663), дъщеря на граф Вайхард фон Салм-Нойбург.